# بطيخة (حيتان)

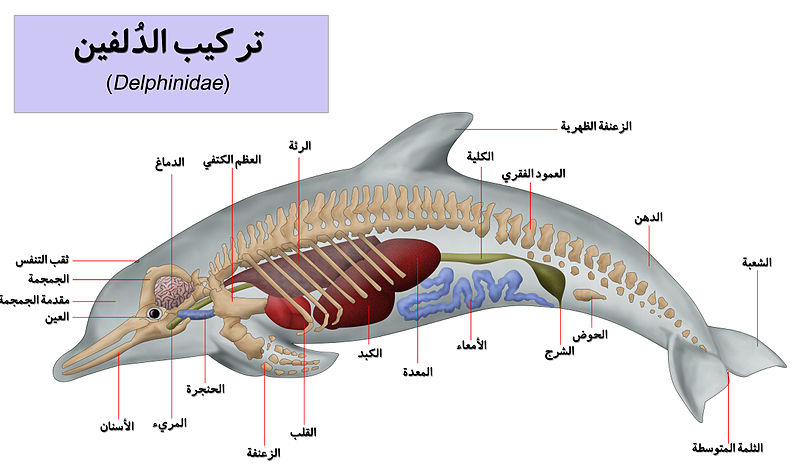
رسم يوضح تشريح الدلافين، ويقع عضو البطيخة عند إشارة «مقدمة الجمجمة».

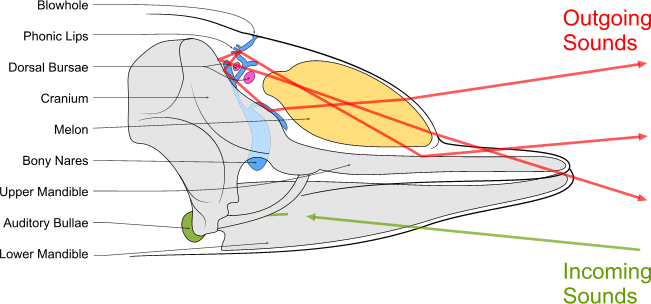
آلية الرصد بالصدى عند الحيتان، ويظهر عضو البطيخة باللون الأصفر، حيث يعتقد أن له دوراً في عملية إصدار الأصوات عند الحيتانيات.

البطيخة في علم الأحياء هي عضو ضخم بيضاوي الشكل يقع عند جباه الحيتان المسننة (مثل الدلافين وحيتان العنبر وغيرها)، ويعتقد أنه يساعد في عملية تحديد الموقع بالصدى عند الحيتان.

## الوصف
عضو البطيخة هو جزءٌ من الجهاز الأنفي عند الحيتان، ويُمثِّل أغلب كتلة الأنسجة الممتدة بين فتحة النفث ومقدمة الخطم. لا زالت وظيفة البطيخة غير مفهومةٍ تماماً، إلا أنَّ العلماء يعتقدون أنها تؤدي دوراً في عملية إصدار الأصوات، حيث تُركِّز الموجات الصوتية المُستعمَلة في عملية تحديد الموقع بالصدى، وتعمل كذلك على جعل خصائص الأنسجة في جسم الحوت مشابهة لخصائص الماء المحيط به بحيث يمكن للطاقة الصوتية الانتقال من الرأس إلى البيئة المحيطة بأقلِّ خسارةٍ ممكنة للطاقة. وقد أعتقد بعض العلماء فيما مضى أن البطيخة تؤدي دوراً في الغوص والطفو، إلا أن أحداً لم يعد يطرح هذه الفكرة منذ السبعينيات، حيث لا تعتبر الآن أمراً محتملاً.
لا يرتبط حجم البطيخة عند الحيتان ببقدرة الحوت على الغوص إلى الأعماق، وقد تكون خصائصها نابعة بصورةٍ أساسية من تاريخها التطوري الوراثي، لا أنها تؤدي الآن غرضاً هاماً. تكون البطيخة عند بعض أنواع الحيتان أكثر تخصصاً من الأنواع الأخرى، فحوت العنبر على سبيل المثال لديه أكبر خطمٍ بين جميع الحيوانات المعروفة، ويتشكل خطمه من عضوين أساسيَّين هما العنبرية والبطيخة (المعروفة باسم «القمامة»).